# Kabinet-Camphausen
Dit artikel geeft een overzicht van het kabinet onder Ludolf Camphausen (29 maart 1848 - 20 juni 1848) in Pruisen.
| Functie              | Persoon                             | Van           | Tot               |
| -------------------- | ----------------------------------- | ------------- | ----------------- |
| Minister-president   | Ludolf Camphausen                   | 29 maart 1848 | 20 juni 1848      |
| Buitenlandse Zaken   | Heinrich Alexander von Arnim-Suckow | 29 maart 1848 | 19 juni 1848      |
| Buitenlandse Zaken   | Alexander von Schleinitz            | 19 juni 1848  | 25 juni 1848      |
| Financiën            | David Hansemann                     | 29 maart 1848 | 21 september 1848 |
| Onderwijs en Cultuur | Maximilian von Schwerin-Putzar      | 19 maart 1848 | 25 juni 1848      |
| Handel               | Erasmus Robert von Patow (a.i.)     | 17 april 1848 | 25 juni 1848      |
| Justitie             | Friedrich Wilhelm Ludwig Bornemann  | 20 maart 1848 | 25 juni 1848      |
| Binnenlandse Zaken   | Alfred von Auerswald                | 19 maart 1848 | 25 juni 1848      |
| Oorlog               | August von Kanitz                   | 26 april 1848 | 16 juni 1848      |
| Oorlog               | Ludwig von Roth von Schreckenstein  | 16 juni 1848  | 21 september 1848 |

Arnim-Boitzenburg · Camphausen · Auerswald · Pfuel · Brandenburg · Ladenberg · Manteuffel · Hohenzollern-Sigmaringen · Hohenlohe-Ingelfingen · Bismarck I · Roon · Bismarck II · Caprivi · Eulenburg · Hohenlohe-Schillingsfürst · Bülow · Bethmann Hollweg · Michaelis · Hertling · Baden · Hirsch/Ströbel · Hirsch · Braun I · Stegerwald · Braun II · Marx · Braun III